# Budapest metróállomásainak listája

A budapesti metróhálózaton 48 állomás található. A legrégebbiek az M1-es metróvonal 1896-ban, a legújabbak az M4-es metróvonal 2014-ben átadott állomásai.

## Változások
A metróhálózat elmúlt több mint 120 éve alatt egy állomást számoltak fel (az Állatkert – más néven Városliget – állomást 1973-ban), egyet pedig áthelyeztek (a Deák térit, 1956-ban). A megszűnt Állatkerti végállomás a felszínen volt, ma már semmi nem maradt belőle, csak a városligeti Wünsch híd. A 40 méternyivel áthelyezett korábbi Deák téri állomáshoz kapcsolódó alagútban hozták létre később a Földalatti Vasúti Múzeumot.
Az állomások nevei többször változtak: elsősorban a rendszerváltozás után, a közterületnév változásokhoz igazodva. Két állomásnál fordult elő, hogy a nevük két ízben is megváltozott: az eredetileg Váczi körút nevű állomás előbb Vilmos császár út, majd Bajcsy-Zsilinszky út lett, a Népstadion állomás pedig előbb Stadionok, majd Puskás Ferenc Stadion nevet kapott. A legutóbbi módosítások az M3-as metróvonal felújításához kapcsolódtak, amely során politikai csatározások is kísérték a Göncz Árpád városközpont állomás elnevezését.

## Az állomások
A listában betűrendben szerepelnek az állomások, zárójelben megadva a megnyitás/bezárás évét, dőlt betűvel jelezve a már megszüntetett állomást.
- Állatkert M1 (1896–1973)
- Arany János utca M3 (1981)
- Aréna út → Hősök tere

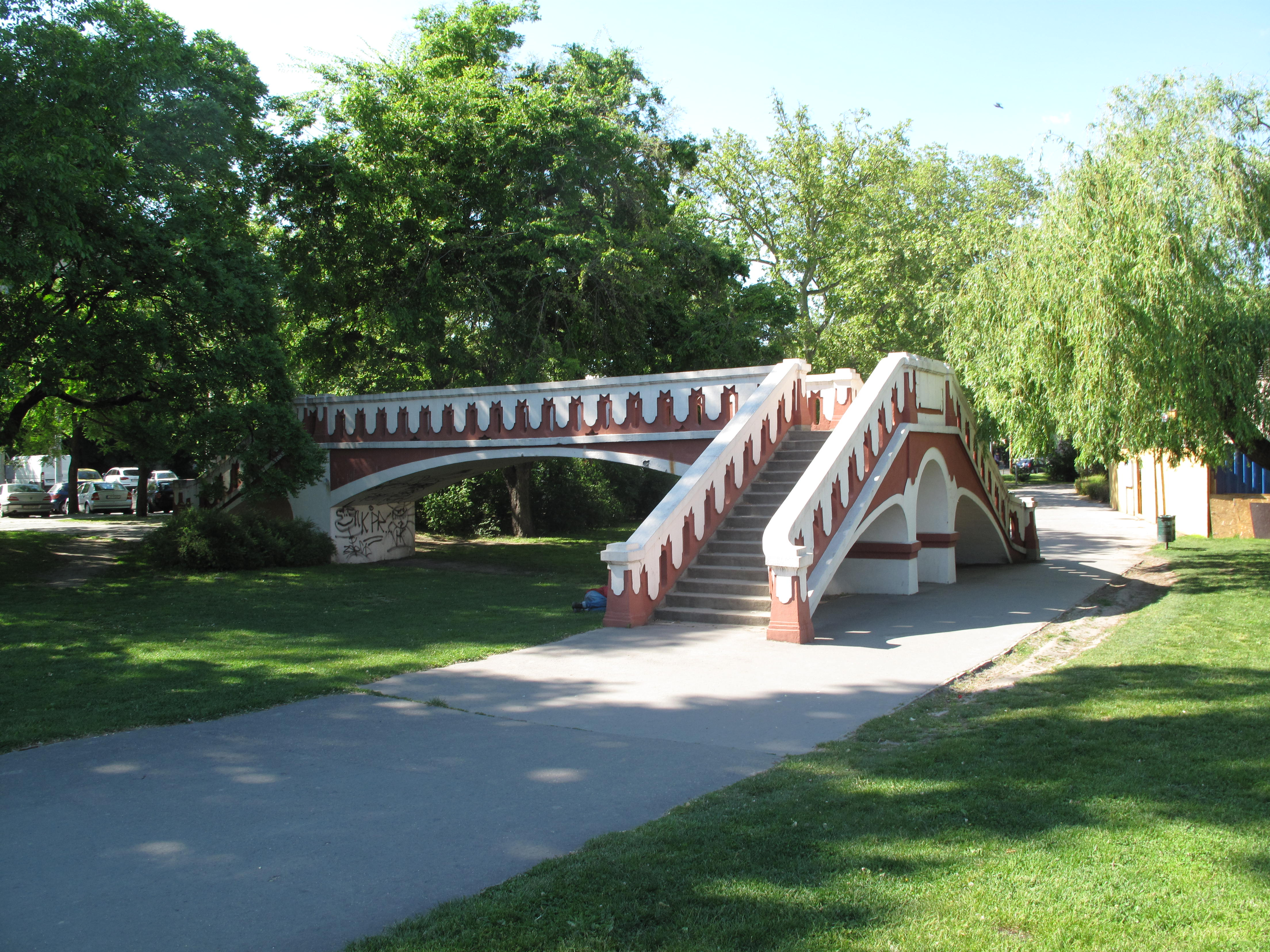
A Wünsch híd az Állatkert állomás egyetlen emléke 2011-ben

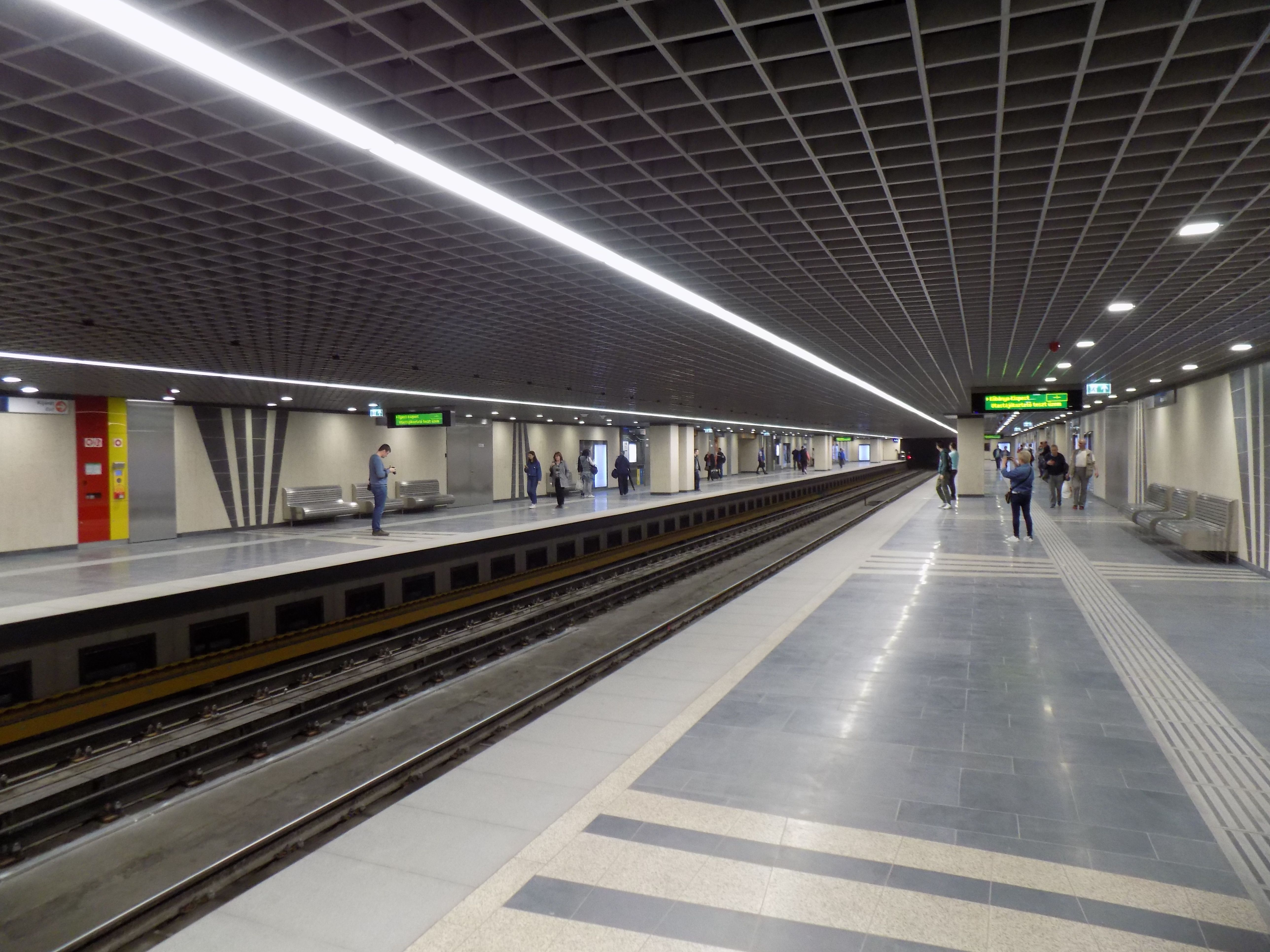
A Göncz Árpád városközpont állomás 2019-ben

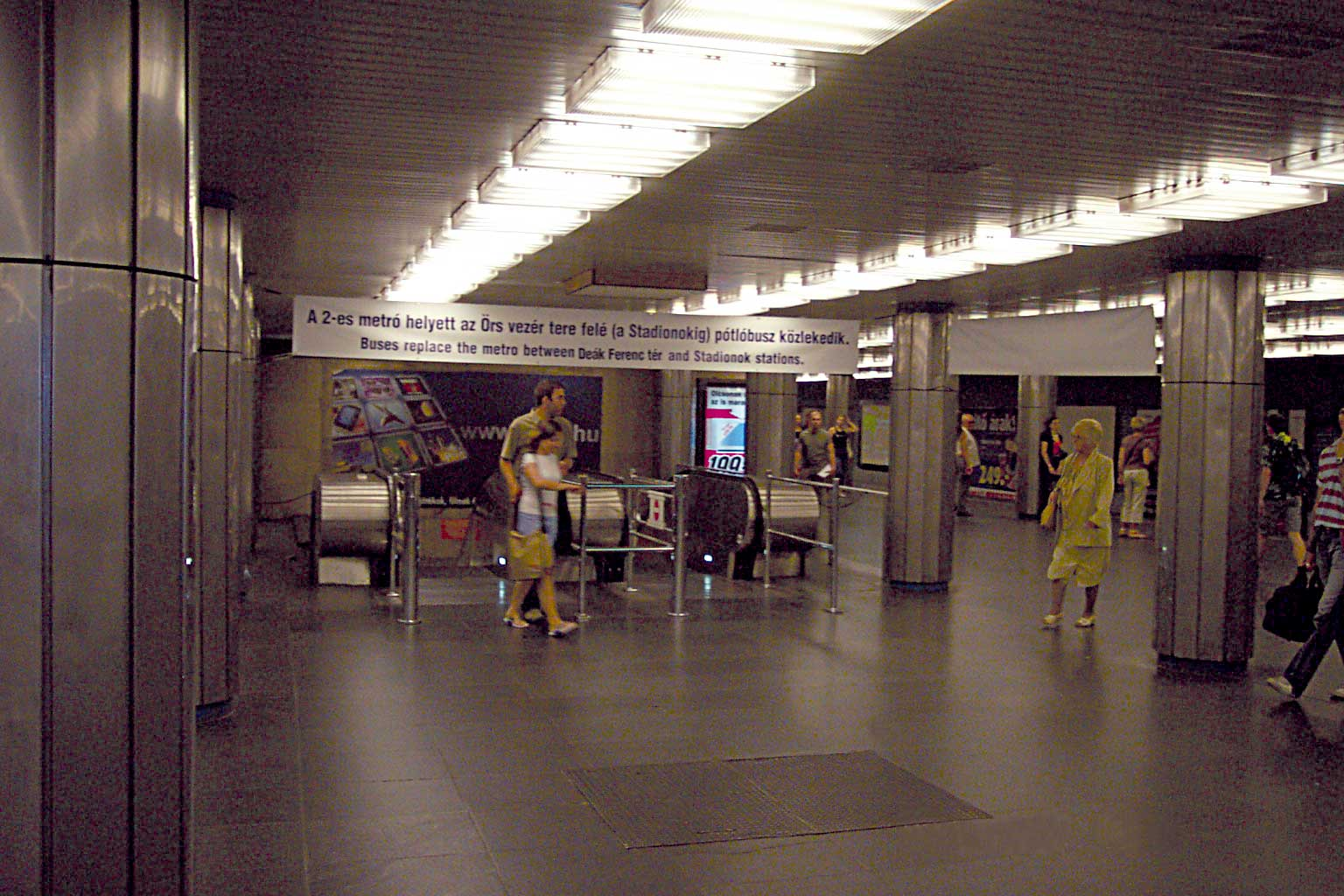
A Deák Ferenc téri állomás, a 3-as metró peronján 2005-ben

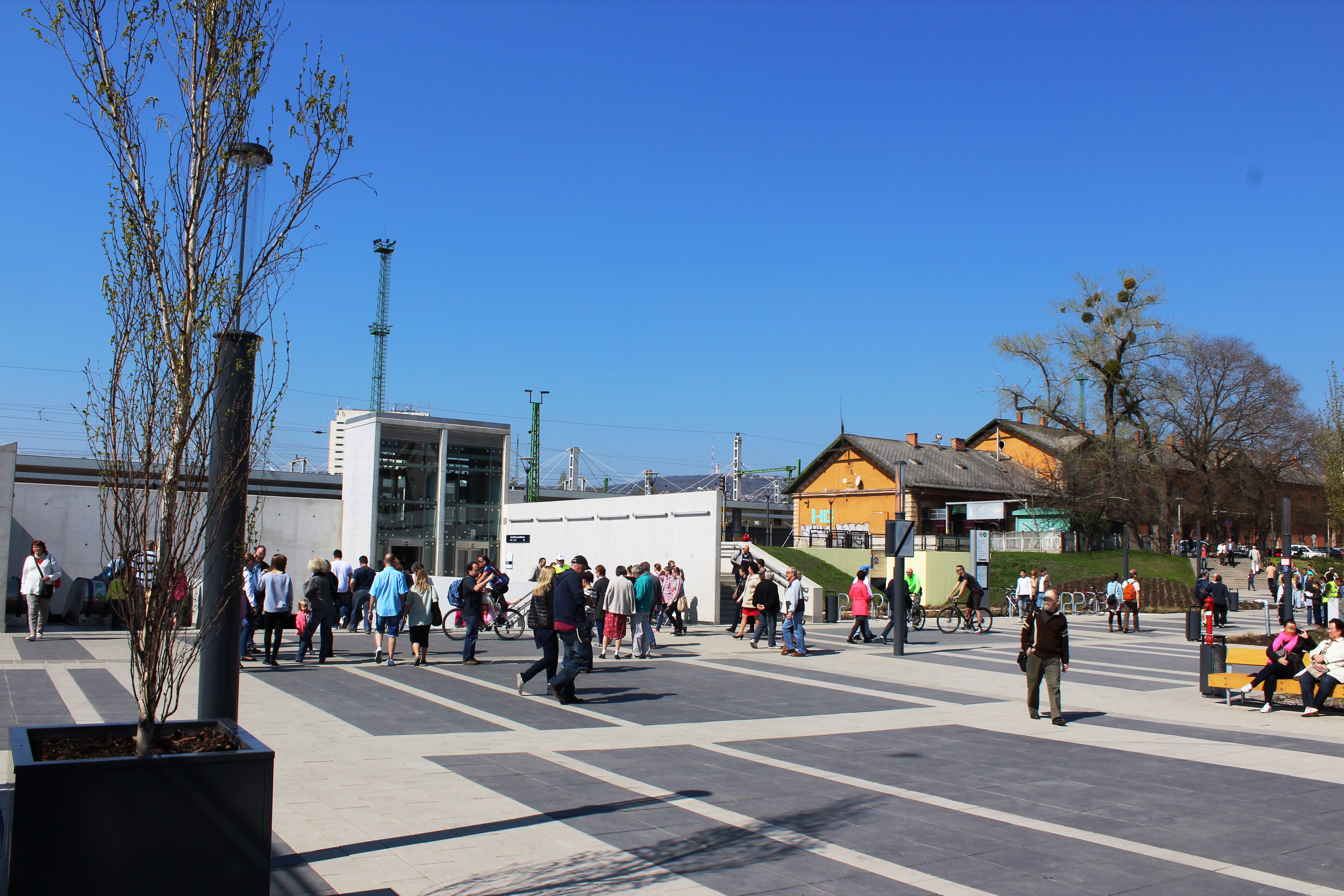
A Kelenföld vasútállomás felszíni lejárója 2014-ben

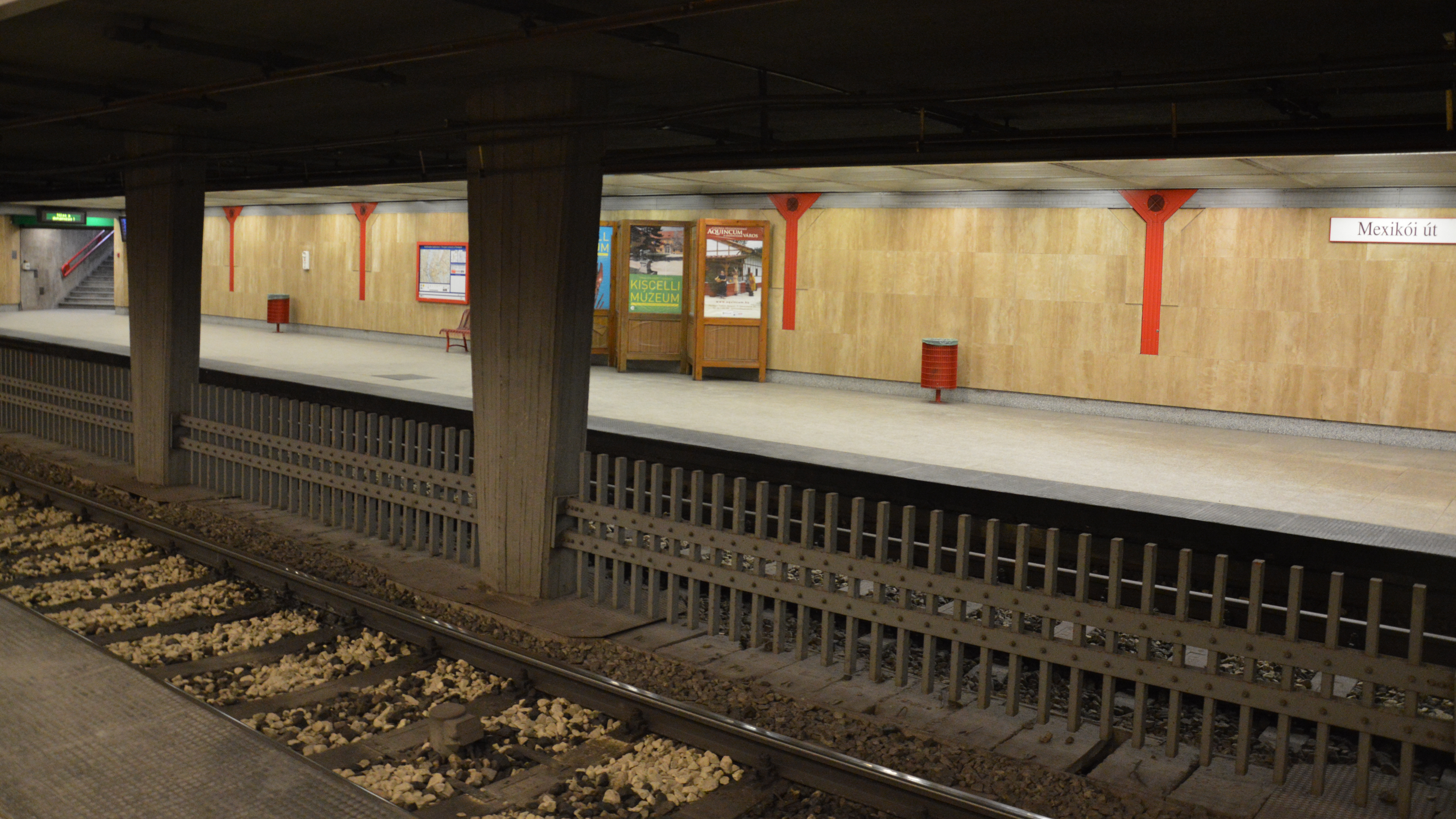
A Mexikói úti végállomás 2014-ben

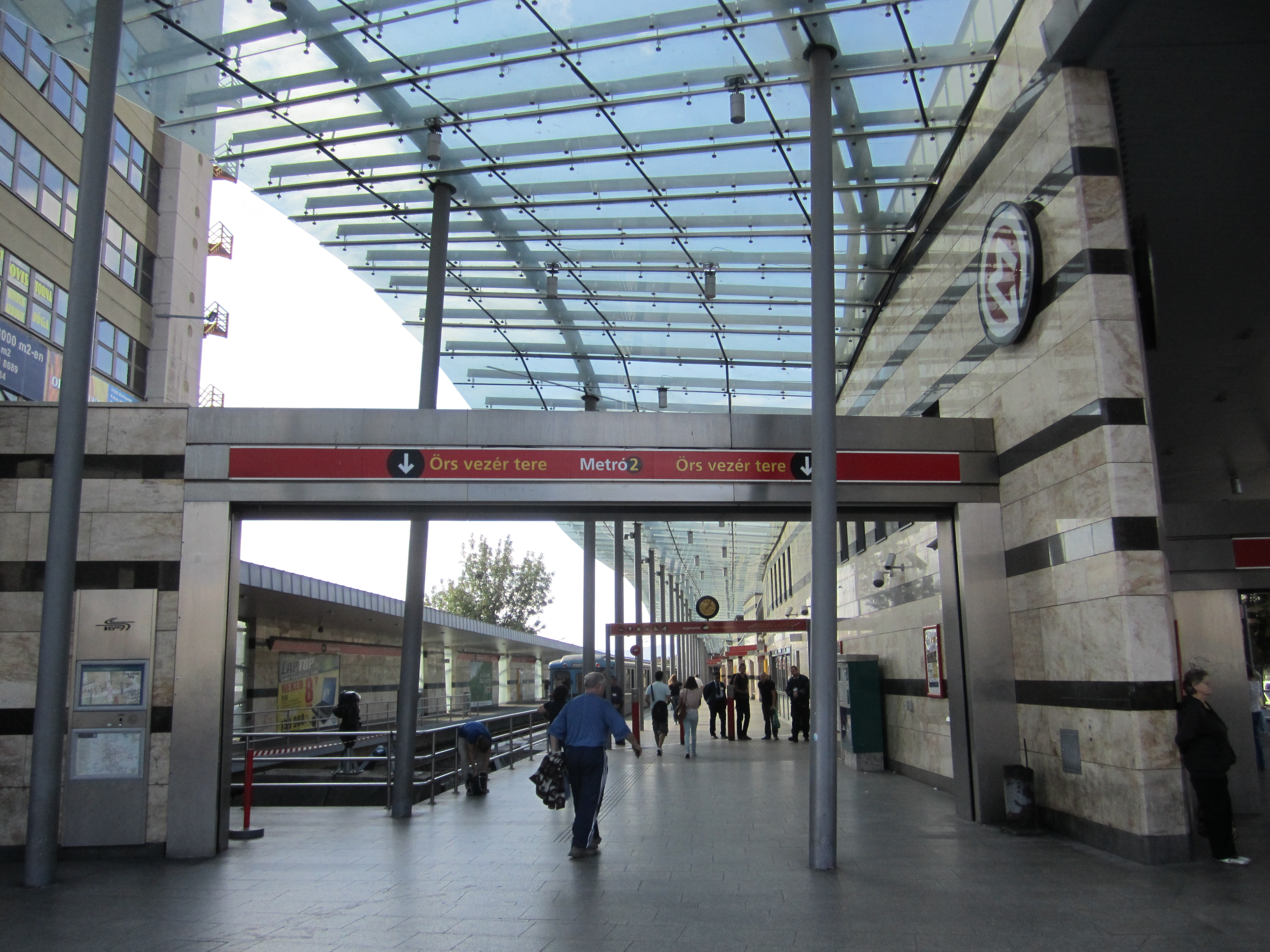
Az Örs vezér tere állomás az átépítés után 2012-ben

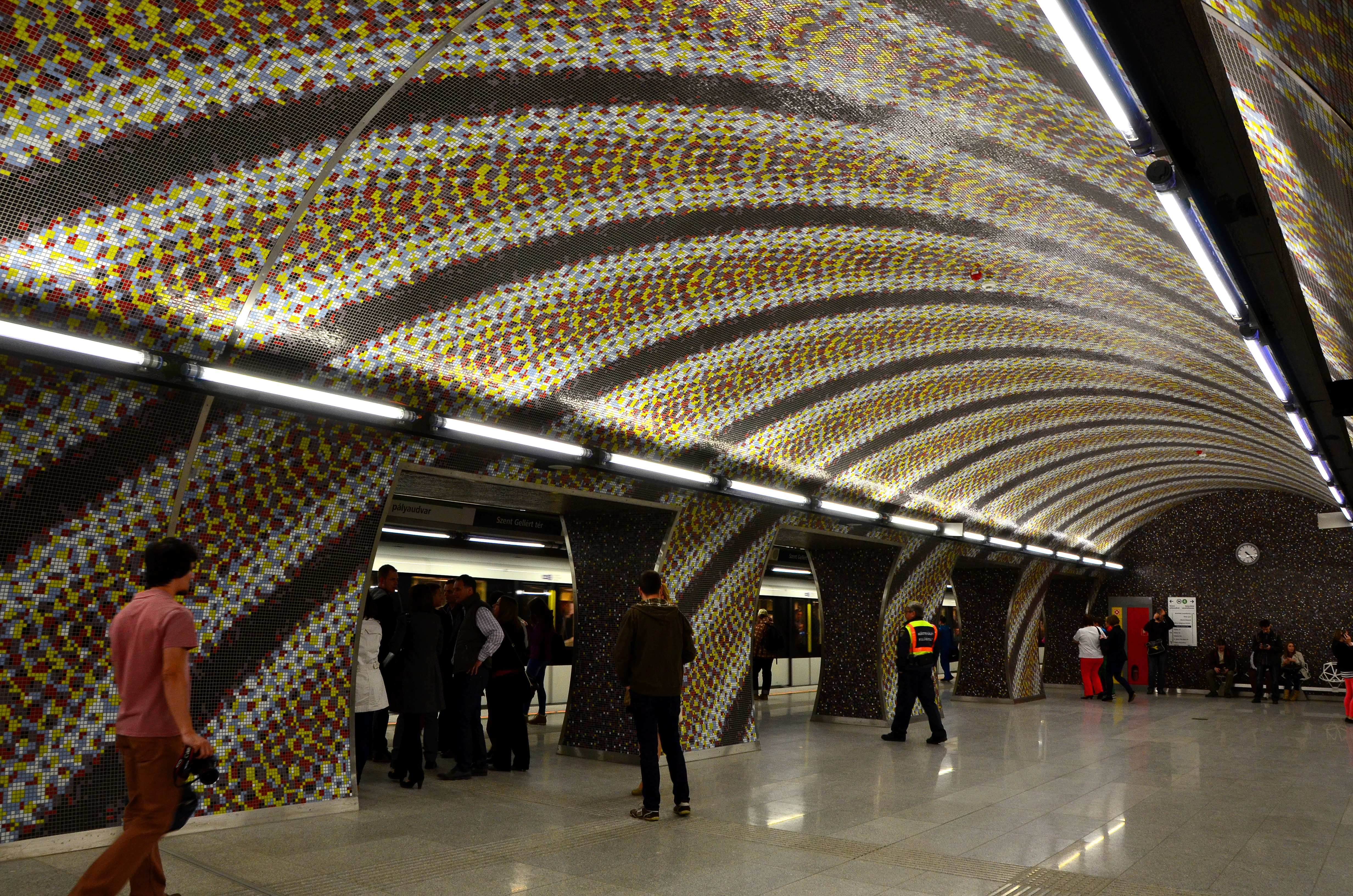
A Szent Gellért tér – Műegyetem állomás 2014-ben

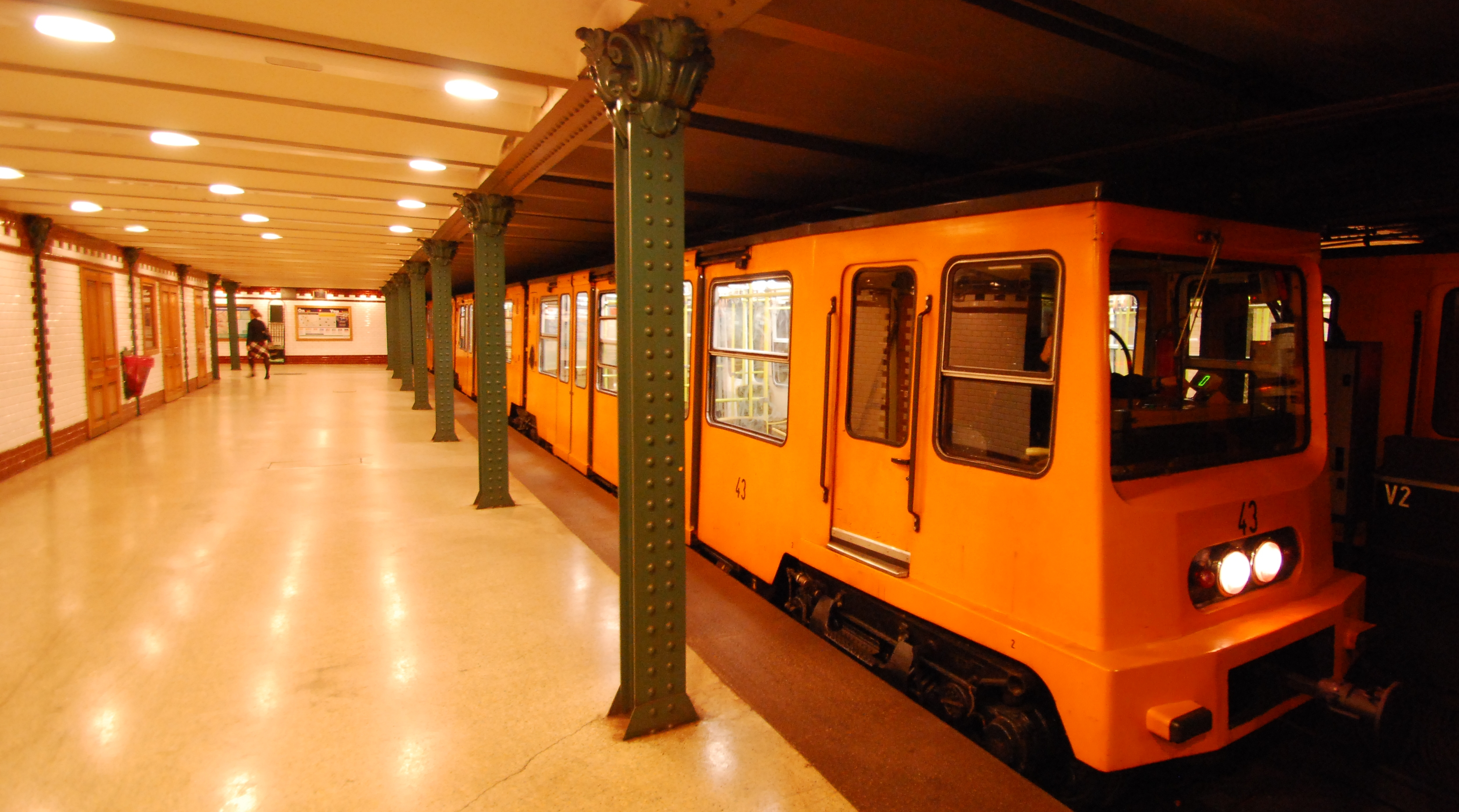
Jellegzetes kisföldalatti-állomás a Vörösmarty téri (2010)

- Árpád híd → Göncz Árpád városközpont
- Astoria M2 (1970)
- Bajcsy-Zsilinszky út M1 (1896)
- Bajza utca M1 (1896)
- Batthyány tér M2 (1972)
- Bikás park M4 (2014)
- Blaha Lujza tér M2 (1970)
- Corvin-negyed M3 (1976)
- Deák Ferenc tér M1 (1896–1952, 1956), M2 (1970), M3 (1976)
- Déli pályaudvar M2 (1972)
- Dózsa György út M3 (1984)
- Ecseri út M3  (1980)
- Élmunkás tér → Lehel tér
- Fehér út → Örs vezér tere
- Ferenciek tere M3 (1976)
- Ferenc körút → Corvin-negyed
- Forgách utca M3 (1990)
- Fővám tér M4 (2014)
- Gizella tér → Vörösmarty tér M1 (1896)
- Göncz Árpád városközpont M3 (1984)
- Gyöngyösi utca M3 (1990)
- Határ út M3 (1980)
- Hősök tere M1 (1896)
- II. János Pál pápa tér M4 (2014)
- Kálvin tér M3 (1976),  M4 (2014)
- Kelenföld vasútállomás M4 (2014)
- Keleti pályaudvar M2 (1970),  M4 (2014)
- Klinikák → Semmelweis Klinikák
- Kőbánya-Kispest M3 (1980)
- Kodály körönd M1 (1896)
- Körönd → Kodály körönd)
- Kossuth Lajos tér M2 (1972)
- Lehel tér M3 (1981)
- Mexikói út M1 (1973)
- Móricz Zsigmond körtér M4 (2014)
- Moszkva tér → Széll Kálmán tér
- Nagyvárad tér M3 (1976)
- Népliget M3 (1980)
- Népstadion → Puskás Ferenc Stadion
- Nyugati pályaudvar M3 (1981)
- Oktogon M1 (1896)
- Opera M1 (1896)
- Örs vezér tere M2 (1970)
- Pillangó utca M2 (1970)
- Pöttyös utca M3 (1980)
- Puskás Ferenc Stadion M2 (1970)
- Rákóczi tér M4 (2014)
- Semmelweis Klinikák M3 (1976)
- Stadionok → Puskás Ferenc Stadion
- Széchenyi fürdő M1 (1973)
- Széll Kálmán tér M2 (1972)
- Szent Gellért tér – Műegyetem M4 (2014)
- Újbuda-központ M4 (2014)
- Újpest-központ (korábban: Újpest-Központ) M3 (1990)
- Újpest-városkapu (korábban: Újpest-Városkapu) M3 (1990)
- Váczi körút (Váci körút) → Bajcsy-Zsilinszky út
- Vilmos császár út → Bajcsy-Zsilinszky út
- Vörösmarty tér M1 (1896)
- Vörösmarty utca M1 (1896)